# Puccs (film)
A Puccs (eredeti cím: Coup!) 2023-as amerikai filmvígjáték, amelyet Austin Stark és Joseph Schuman írt és rendezett. A főbb szerepekben Peter Sarsgaard, Billy Magnussen, Sarah Gadon, Skye P. Marshall, Faran Tahir, Kristine Nielsen és Fisher Stevens látható. Sarsgaard és Magnussen vezető producerként is közreműködtek. Austin Stark és Joseph Schuman író-rendező páros első közös munkája.
A filmet a 80. Velencei Nemzetközi Filmfesztivál Giornate degli Autori szekciójában mutatták be 2023. szeptember 8-án. Az Amerikai Egyesült Államokban 2024. augusztus 2-án jelent meg a Greenwich Entertainment forgalmazásában. Magyarországon a HBO Max mutatta be 2025. február 21-én.

## Cselekmény
Első világháború és az 1918-as influenzajárvány idején egy elszigetelt szigeti kastélyban, a gazdag, híres és túlságosan is kiváltságos progresszív újságíró él, aki az amerikai fehér angolszász protestáns elitből származik. Felesége egy társasági hölgy, és együtt alkalmaznak egy titokzatos, déli akcentussal beszélő szélhámost, aki a ház szakácsa. A szakács kezdetben szembeszegül azzal az utasítással, hogy csak vegetáriánus ételeket készítsen a munkáltatóknak és a személyzet többi tagjának. Amikor azonban a járvány eléri a szigetet, és a húsmentes élelemforrások megfogyatkoznak, a ravasz szakács fellázítja a szolgálókat, és átveszi az irányítást a kastély felett. A döbbent újságíró arra gyanakszik, hogy a szakácsnak még sötétebb tervei vannak, és a mester és szolgáló közötti elmeharc fokozatosan osztályháborúba csap át.

## Szereplők
| Szerep                 | Színész          | Magyar hang    |
| ---------------------- | ---------------- | -------------- |
| Floyd Monk             | Peter Sarsgaard  | Görög László   |
| Jay “J.C.” Horton      | Billy Magnussen  | Dévai Balázs   |
| Julie Horton           | Sarah Gadon      | Ruttkay Laura  |
| Mrs. Tidwell           | Skye P. Marshall | Pikali Gerda   |
| Kaan                   | Faran Tahir      | Szakács Tibor  |
| Ms. Catherine McMurray | Kristine Nielsen | Zsurzs Kati    |
| Upton Sinclair         | Fisher Stevens   | Kapácsy Miklós |
| Tom                    | Callum Vinson    | Gyetvai Martin |
| Molly                  | Willa Dunn       | Tanka Natália  |

### Magyar változat
- Bemondó: Galambos Péter
- Magyar szöveg: Vajda Evelin
- Vágó: Wünsch Attila
- Gyártásvezető: Vigvári Ágnes
- Szinkronrendező: Szalay Csongor
- Produkciós vezető: Jávor Barbara

A szinkront a Direct Dub Studios készítette el.

## A film készítése
2022 novemberében bejelentették, hogy Peter Sarsgaard, Billy Magnussen, Sarah Gadon, Skye P. Marshall, Faran Tahir, Kristine Nielsen és Fisher Stevens is feltűnik a filmben.
2023 februárjában közölték, hogy a forgatás New Jerseyben befejeződött.

## Bemutató
A Puccs 2023. szeptember 8-án mutatták be a Velencei Nemzetközi Filmfesztivál „Giornate degli Autori” szekciójában. Ezt követően számos filmfesztiválon vetítették, többek között a Glasgow-i Filmfesztiválon, a Moszkvai Nemzetközi Filmfesztiválon, a Santa Barbara Nemzetközi Filmfesztiválon, a Filmfest Hamburgon és a São Pauló-i Nemzetközi Filmfesztiválon.
2024 februárjában bejelentették, hogy a Greenwich Entertainment fogja forgalmazni a Puccsot Észak-Amerikában. A filmet 2024. augusztus 2-án mutatták be az Amerikai Egyesült Államokban.